# Orangeade
Orangeade er en læskedrik bestående af appelsinsaft, sukker og vand samt eventuelt citronsaft eller pomeransolie.
Orangeade kan fremstilles af orangeadesirup, der fortyndes med vand, men er i dag stort set afløst af appelsinsodavand som f.eks. Fanta, der i modsætning til orangeaden indeholder kulsyre, samt af juice og saftevand. 